# 董來思
董来思（？—？），號方颺，南直隶苏州府长洲县人，明末清初官员。

## 生平
天啓四年（1624年）甲子科應天乡试舉人，十三年（1640年）庚辰科進士，工部观政，授历城县知县。